# あいあいバス (愛知県)

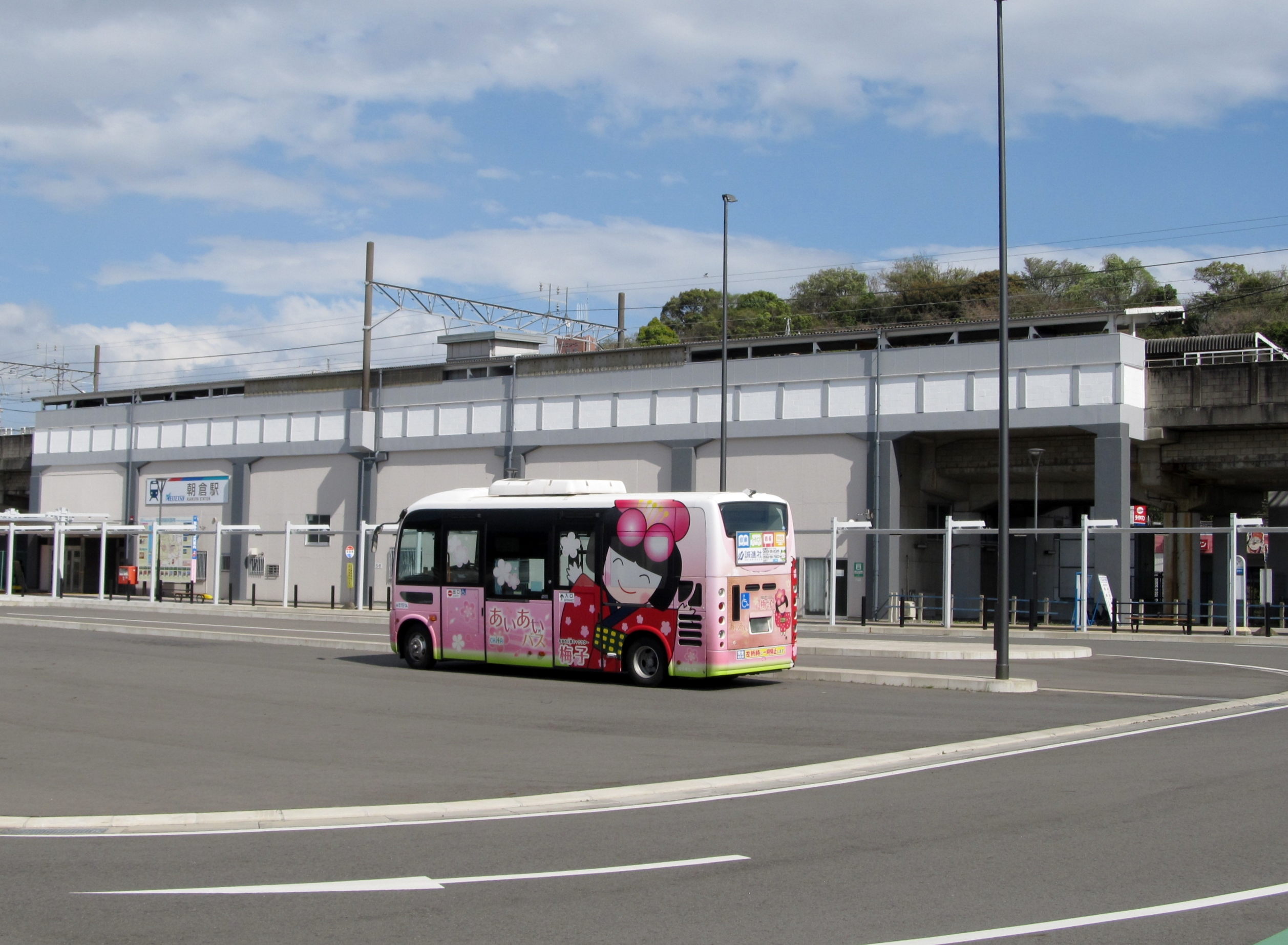
朝倉駅に乗入れた北部循環コース系統1充当車両

コミュニティ交通あいあいバスは、愛知県知多市が知多バスに運行を委託しているコミュニティバス。

## 概要
年末年始を除き毎日運行。
1乗車100円。小学生は無料。
2006年（平成18年）度の利用者数は67,912人。

## 沿革
- 2003年（平成15年）10月1日 - 試験運行開始。
- 2004年（平成16年）7月1日 - 乗継券の制度を開始。東部線と南部線の乗継が無料となる。
- 2005年（平成17年）9月1日 - 本格運行開始。愛称を「あいあいバス」に決定。
- 2011年（平成23年）6月1日 - 路線を一部変更。名鉄常滑線 朝倉駅に乗り入れ。75歳以上の利用も有償化。
- 2015年（平成27年）5月2日 - 北部線新設。東部線、南部線ルート変更。東海市内乗り入れ。
- 2016年（平成28年）10月1日 - 運賃を200円から100円に値下げ。運転免許自主返納者を1年間無料化。
- 2020年（令和2年）4月1日 - 北部線と東部線を統合し、直通運行とした北部循環コースに再編される。名鉄河和線 南加木屋駅に乗り入れ。

## 路線

### 南部コース
名鉄朝倉駅前 - 市役所 - つつじが丘 - イトーヨーカドー前 - 中央図書館前 - 旭桃台東 - 南粕谷本町 - 名鉄新舞子駅

### 北部循環コース
名鉄朝倉駅前 - 市役所 - 名鉄寺本駅東 - 知多翔洋高校前 - 寺本台 - 西知多総合病院 - 名鉄南加木屋駅西 - 八幡台中央 - 名鉄巽ヶ丘駅西 - 梅の館 - 佐布里 - 梅が丘 - イトーヨーカドー前 - 名鉄寺本駅東 - 市役所 - 名鉄朝倉駅前（→方向が系統1（右回り）、←方向が系統2（左回り）） 

## 車両
全コース小型乗合バス（日野・ポンチョ）で運転される。基本的に専用塗装を施された車両で運転されるが、車両検査などがある場合は一般塗装の車両で代用される。